# Лисажуова крива
У математици, Лисажуова крива (Лисажуова фигура) је график система параметарских једначина
{\displaystyle x=A\sin(at+\delta ),\quad y=B\sin(bt),}
који описује комплексно хармонијско кретање. Ову породицу кривих је проучавао Натанијел Баудич 1815. године, а касније и нешто детаљније Жил Антоан Лисажу 1857. године.
Облик фигуре веома је осетљив на однос a/b. За однос 1, фигура је елипса, где посебни случајеви укључују кругове (A = B, δ = π/2 радијана) и линије (δ = 0). Још једна проста Лисажуова фигура је парабола (a/b = 2, δ = π/2). Остали односи имају за последицу сложеније криве, које су затворене само ако је a/b рационалан. Визуелни облик ових кривих често сугерише тродимензионални чвор, и заиста се многе врсте чворова, укључујући и оне познате као Лисажуови чворови, пројектују на раван као Лисажуове фигуре.
Лисажуове фигуре где a=1, b=N (природан број) и {\displaystyle \delta ={\frac {N-1}{N}}{\frac {\pi }{2}}} су Шебишевљеви полиноми прве врсте степена N.
Лисажуове фигуре се понекад користе у графичком дизајну као логотипови. Примери укључују логотипове компаније Australian Broadcasting Corporation (a = 1,  = 3, δ = π/2) и Линколнову лабораторију на MIT универзитету (a = 4, b = 3, δ = 0).
Пре појаве модерне рачунарске графике, Лисажуове фигуре су се обично генерисале користећи осцилоскопе. На улазу осцилоскопа се ставе две фазно померене синусоиде у X-Y моду, а фазна веза између сигнала представљена је Лисажуовом фигуром. Лисажуове криве се могу цртати и механички, помоћу хармонографа.
Испод су неки примери Лисажуових фигура за δ = π/2, a парно, b непарно, |a − b| = 1.
- a = 1, b = 2 (1:2)
- a = 3, b = 2 (3:2)
- a = 3, b = 4 (3:4)
- a = 5, b = 4 (5:4)
- a = 5, b = 6 (5:6)
- a = 9, b = 8 (9:8)

## Спирограф
Иако подсећају на Лисажуове фигуре, спирографи се разликују по томе што су обично ограничени кружницом, док су Лисажуове криве ограничене квадратом (±A, ±B).